# 1966–1967-es vásárvárosok kupája
A kilencedik alkalommal kiírásra kerülő Vásárvárosok kupája az 1966–1967-es idényben került megrendezésre. A kupát a Dinamo Zagreb hódította el a Leeds United ellen.

## Első forduló
| Hazai csapat          | Össz.      | Vendég csapat           | 1. meccs | 2. meccs       |
| --------------------- | ---------- | ----------------------- | -------- | -------------- |
| Drumcondra FC         | 1 – 8      | Eintracht Frankfurt     | 0 – 2    | 1 – 6          |
| OGC Nice              | 3 – 4      | Örgryte IS              | 2 – 2    | 1 – 2          |
| NK Olimpija Ljubljana | 3 – 6      | Ferencvárosi TC         | 3 – 3    | 0 – 3          |
| VfB Stuttgart         | 1 – 3      | Burnley FC              | 1 – 1    | 0 – 2          |
| Wiener SC             | 2 – 5      | SSC Napoli              | 1 – 2    | 1 – 3          |
| Árisz Szaloníki       | 0 – 7      | Juventus FC             | 0 – 2    | 0 – 5          |
| Dinamo Pitești        | 4 – 2      | Sevilla FC              | 2 – 0    | 2 – 2          |
| Frigg                 | 2 – 6      | Dunfermline Athletic FC | 1 – 3    | 1 – 3          |
| Spartak Brno          | 2 – 2 (pf) | Dinamo Zagreb           | 2 – 0    | 0 – 2 (hossz.) |
| Göztepe SK            | 2 – 5      | Bologna FC              | 1 – 2    | 1 – 3          |
| DOS Utrecht           | 4 – 3      | FC Basel                | 2 – 1    | 2 – 2          |
| 1. FC Nürnberg        | 1 – 4      | Valencia CF             | 1 – 2    | 0 – 2          |
| Crvena zvezda         | 5 – 2      | Atletico Bilbao         | 5 – 0    | 0 – 2          |
| Djurgårdens IF        | 2 – 5      | Lokomotiv Leipzig       | 1 – 3    | 1 – 2          |
| US Luxembourg         | 0 – 2      | Antwerp                 | 0 – 1    | 0 – 1          |
| FC Porto              | 3 – 3 (pf) | FC Bordoeaux            | 2 – 1    | 1 – 2 (hossz.) |

pf: pénzfeldobással döntötték el, ki a továbbjutó

## Második forduló
| Hazai csapat             | Össz.      | Vendég csapat           | 1. meccs | 2. meccs |
| ------------------------ | ---------- | ----------------------- | -------- | -------- |
| Eintracht Frankfurt      | 7 – 3      | Hvidovre IF             | 5 – 1    | 2 – 2    |
| Örgryte IS               | 1 – 7      | Ferencvárosi TC         | 0 – 0    | 1 – 7    |
| FC Lausanne-Sport        | 1 – 8      | Burnley FC              | 1 – 3    | 0 – 5    |
| Boldklubben 1909         | 2 – 6      | SSC Napoli              | 1 – 4    | 1 – 2    |
| Juventus FC              | 5 – 1      | Vitória FC              | 3 – 1    | 2 – 0    |
| FC Barcelona             | 1 – 4      | Dundee United           | 1 – 2    | 0 – 2    |
| Toulouse FC              | 4 – 5      | Dinamo Pitești          | 3 – 0    | 1 – 5    |
| Dunfermline Athletic FC  | 4 - 4 (ig) | Dinamo Zagreb           | 4 – 2    | 0 – 2    |
| Sparta Praha             | 3 – 4      | Bologna FC              | 2 – 2    | 1 – 2    |
| DOS Utrecht              | 3 – 6      | West Bromwich Albion FC | 1 – 1    | 2 – 5    |
| DWS                      | 2 – 8      | Leeds United            | 1 – 3    | 1 – 5    |
| Valencia CF              | 3 – 1      | Crvena Zvezda           | 1 – 0    | 2 – 1    |
| 1. FC Lokomotive Leipzig | 2 – 1      | RFC Liège               | 0 – 0    | 2 – 1    |
| Szpartak Plovdiv         | 1 – 4      | SL Benfica              | 1–- 1    | 0 – 3    |
| Antwerp                  | 2 – 8      | Kilmarnock FC           | 0 – 1    | 2 – 7    |
| KAA Gent                 | 1 – 0      | FC Bordeaux             | 1 – 0    | 0 – 0    |

## Harmadik forduló
| Hazai csapat        | Össz. | Vendég csapat           | 1. meccs | 2. meccs       |
| ------------------- | ----- | ----------------------- | -------- | -------------- |
| Eintracht Frankfurt | 5 – 3 | Ferencvárosi TC         | 4 – 1    | 1 – 2          |
| Burnley FC          | 3 – 0 | SSC Napoli              | 3 – 0    | 0 – 0          |
| Juventus FC         | 3 – 1 | Dundee United           | 3 – 0    | 0 – 1          |
| Dinamo Pitești      | 0 – 1 | Dinamo Zagreb           | 0 – 1    | 0 – 0          |
| Bologna FC          | 6 – 1 | West Bromwich Albion FC | 3 – 0    | 3 – 1          |
| Leeds United        | 3 – 1 | Valencia CF             | 1 – 1    | 2 – 0          |
| Lokomotiv Leipzig   | 4 – 3 | SL Benfica              | 3 – 1    | 1 – 2          |
| Kilmarnock FC       | 3 – 1 | KAA Gent                | 1 – 0    | 2 – 1 (hossz.) |

## Negyeddöntők
| Hazai csapat        | Össz.      | Vendég csapat | 1. meccs | 2. meccs       |
| ------------------- | ---------- | ------------- | -------- | -------------- |
| Eintracht Frankfurt | 3 – 2      | Burnley FC    | 1 – 1    | 2 – 1          |
| Juventus FC         | 2 – 5      | Dinamo Zagreb | 2 – 2    | 0 – 3          |
| Bologna FC          | 1 – 1 (pf) | Leeds United  | 1 – 0    | 0 – 1 (hossz.) |
| Lokomotiv Leipzig   | 1 – 2      | Kilmarnock FC | 1 – 0    | 0 – 2          |

## Elődöntők
| Hazai csapat        | Össz. | Vendég csapat | 1. meccs | 2. meccs       |
| ------------------- | ----- | ------------- | -------- | -------------- |
| Eintracht Frankfurt | 3 – 4 | Dinamo Zagreb | 3 – 0    | 0 – 4 (hossz.) |
| Leeds United        | 4 – 2 | Kilmarnock FC | 4 – 2    | 0 – 0          |

## Döntő
| Hazai csapat  | Össz. | Vendég csapat | 1. meccs | 2. meccs |
| ------------- | ----- | ------------- | -------- | -------- |
| Dinamo Zagreb | 2 – 0 | Leeds United  | 2 – 0    | 0 – 0    |